# Cipriano Castro
Cipriano Castro  (Capacho Viejo, Estado Táchira, Venezuela, 12 de octubre de 1858-Santurce, Puerto Rico, 4 de diciembre de 1924) fue un militar, político, revolucionario liberal y dictador venezolano que se convirtió en jefe de Estado desde el 1899 tras el triunfo de la Revolución Liberal Restauradora hasta el golpe de Estado en Venezuela de 1908.

## Primeros años

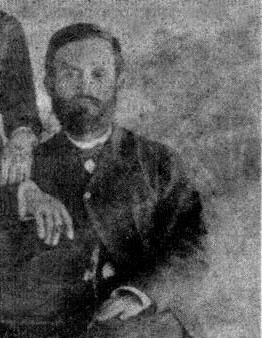
Cipriano Castro a la edad de 20 años.

Nació en Venezuela, en una población cercana a la actual ciudad de Capacho Viejo, hijo de José del Carmen Castro, agricultor de mediana posición y de Pelagia Ruiz. Después de realizar sus primeros estudios en su pueblo natal y en la ciudad de San Cristóbal, prosigue su formación en el Colegio Seminario de Pamplona (Colombia) (1872-1873).

## Ascenso militar y político
En 1876 Castro se opuso a la candidatura del general Francisco Alvarado Arellano a la presidencia del estado Táchira. En 1878 se desempeñaba como gerente del diario El Álbum, cuando participó junto a un grupo de independentistas en la toma de San Cristóbal al negarse a someterse a la autoridad del nuevo presidente del estado.
En 1884 tuvo un desacuerdo con un párroco, Juan Ramón Cárdenas en Capacho, lo que provocó su encarcelamiento en San Cristóbal. A los seis meses escapó y se refugió en Cúcuta donde regentaba una posada. Allí conoció a su futura esposa, Zoila Rosa Martínez, quien sería conocida como Doña Zoila. En junio de 1886 regresó al Táchira como soldado, acompañando a los generales Segundo Prato, Buenaventura Macabeo Maldonado y Carlos Rangel Garbiras para izar nuevamente la bandera de la autonomía, para consternación del gobernador de la región del Táchira, general Espíritu Santo Morales. Castro derrotó a fuerzas gubernamentales en Capacho Viejo y en Rubio.

Ascendido a general, Castro comenzó a destacarse en la política interna del estado Táchira. Fue durante el entierro de un compañero de lucha, Evaristo Jaimes, que había muerto en la lucha anterior, que Castro conoció a Juan Vicente Gómez, su futuro compañero en su ascenso al poder. Ingresó a la política y se convirtió en gobernador de su provincia de Táchira, pero se exilió a Colombia cuando el gobierno de Caracas fue derrocado en 1892 durante la Revolución Legalista. Castro vivió en Colombia durante siete años, amasando una fortuna en el comercio ilegal de ganado y reclutando un ejército privado.

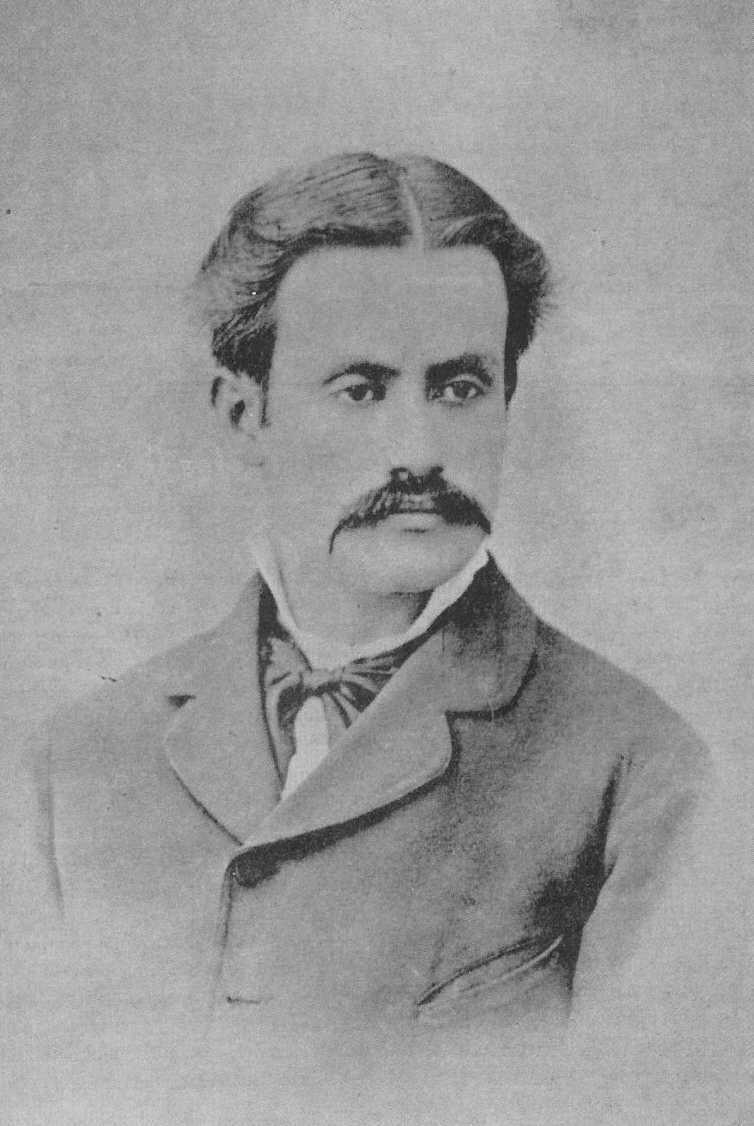
Cipriano Castro en 1884.

### Revolución Liberal Restauradora
En 1898 a medida que aumentaba la desestabilización del gobierno de Ignacio Andrade, crece el dinamismo de los partidarios de Castro, que a la postre formarán un Comité Revolucionario. A principios de 1899, luego de conversaciones infructuosas con Carlos Rangel Garbiras, con el fin de realizar una acción conjunta, Castro decide organizar junto con Juan Vicente Gómez y otros copartidarios, la denominada Revolución Liberal Restauradora, que comenzó con la invasión del territorio nacional desde Cúcuta, Colombia, el 23 de mayo de 1899.
La revolución fue posible debido a la debilidad de Andrade y su torpeza en relación con la anarquía de los jefes militares. Dicho movimiento revolucionario triunfa luego de librarse algunos combates en una guerra relámpago.

## Gobierno

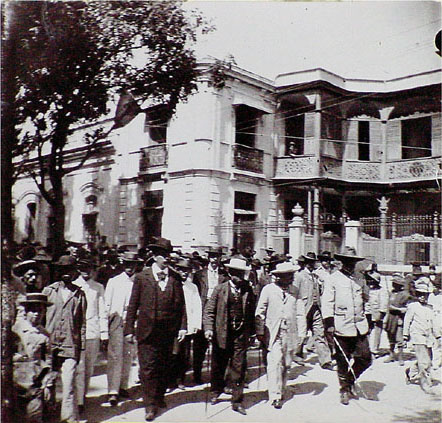
Entrada de Cipriano Castro a Caracas, 22 de octubre de 1899.

El presidente Ignacio Andrade abandona el país ante el incontenible avance de las huestes andinas de Castro, quien finalmente entra en Caracas el 22 de octubre de 1899 encargándose de la presidencia de la República hasta diciembre de 1908.
Desde entonces el nuevo gobierno se dedicó a iniciar un proyecto centralista, modernizar las fuerzas armadas bajo el modelo prusiano, dinamizar la economía dependiente del café (Venezuela era el segundo productor mundial detrás del Brasil), restaurar la Gran Colombia, cancelar la deuda externa y se alió con los caudillos más influyentes del país pero debilitando con ello a muchos otros. Para ello utilizó el sistema de alianzas creado por Antonio Guzmán Blanco para imponer funcionarios del gobierno central en cada una de las regiones del país, ante esto muchos caudillos se vieron en la disyuntiva de por un lado apoyar el gobierno central o arriesgarse a quedar aislados y sin poder por estas reformas.

#### Revolución Libertadora
La Revolución Libertadora (1901-1903) fue una guerra civil, en la que una coalición de caudillos encabezados por el banquero Manuel Antonio Matos del Monte, aliados con empresas trasnacionales (New York & Bermúdez Company y la Orinoco Steamship Company, entre otras), intentaron derrocar al gobierno de Cipriano Castro. Matos planeó y dirigió las operaciones iniciales desde la colonia británica de isla de Trinidad, logrando convencer a varios caudillos locales descontentos con el gobierno para sumarse a la lucha. Finalmente en enero de 1902 desembarcó cerca de Coro, momento en que la guerra civil se extendió por todo el país.

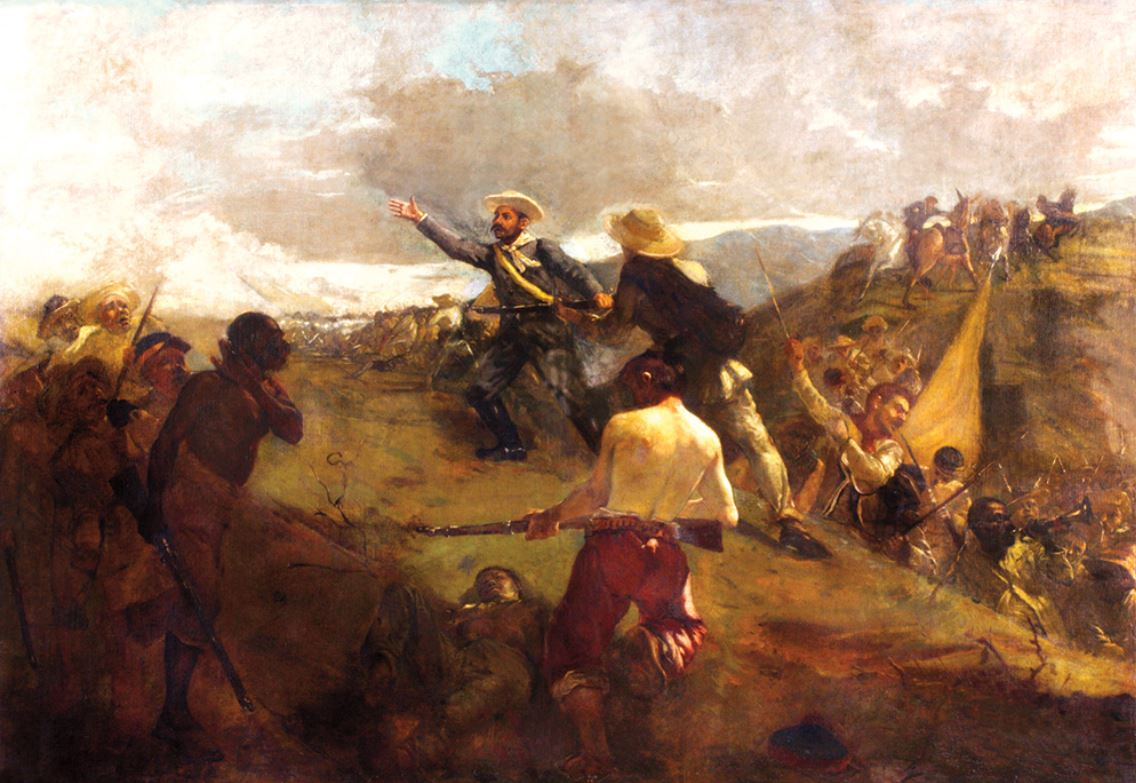
Batalla de La Victoria.

Se libraron unas 150 batallas incluyendo la fallida invasión de Carlos Rangel Garbiras desde Colombia. En algunas de las batallas Castro participa personalmente al frente de las tropas oficialistas, incluyendo la más importante como fue el asedio de La Victoria en noviembre de 1902, donde con 6500 hombres logra derrotar a los 14 000 revolucionarios anticastristas que intentaban tomar Caracas por la fuerza. Después de La Victoria los alzados se dividieron debido a las discrepancias internas las que a la larga fueron la causa de su derrota porque el gobierno castrista aprovecha su división para derrotar a cada caudillo por separado, reconquistando el territorio que habían ganado. Aun así quedaron algunos grupos rebeldes activos en algunas zonas orientales, principalmente los partidarios del general Nicolás Rolando atrincherados en Ciudad Bolívar. Después de un bloqueo naval Juan Vicente Gómez ordena el desembarque de tropas y libra la sangrienta batalla de Ciudad Bolívar. El general Rolando se rinde junto a su estado mayor el 21 de julio de 1903 señalando el fin oficial de la guerra civil.
La derrota de la Revolución Libertadora marcó el final del siglo XIX venezolano caracterizado por la inestabilidad política, el bipartidismo y las disputas entre caudillos, donde el método de llegar al poder era mediante la rebelión armada, y el final de la época de las grandes guerras civiles venezolanas, dando paso a una etapa de consolidación del gobierno central bajo el gobierno de los andinos.

#### Bloqueo de costas venezolanas

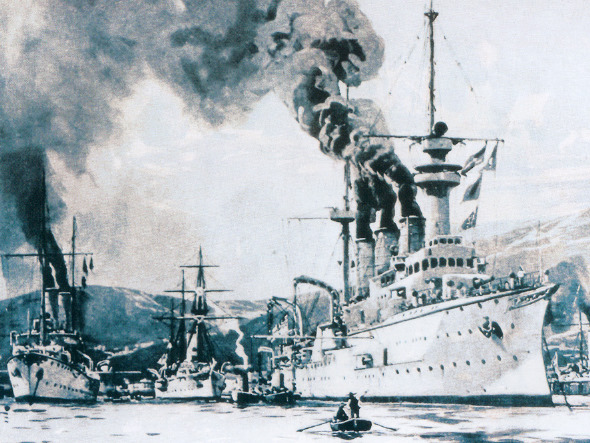
Grabado del alemán Willy Stower representando el bloqueo de los puertos venezolanos en 1902.

La inestabilidad política del país, el enfrentamiento del gobierno con el caudillismo anticastrista y la disminución de los precios de las exportaciones agrícolas particularmente del café (Venezuela era el segundo productor mundial detrás de Brasil), obligan a Castro a suspender temporalmente el servicio de la deuda externa. Por otra parte, continúan los reclamos que las distintas potencias europeas hacen como resultado de daños y perjuicios sufridos por extranjeros residentes en el país con motivo de las guerras civiles. Estos problemas continúan siendo los mismos, pero la posición del país es distinta.
Las principales potencias exigen el pago inmediato de su dinero en plena Revolución Libertadora. Ante la negativa del gobierno a reconocer los reclamos y la suspensión de los pagos de la deuda, Alemania e Inglaterra resuelven bloquear las costas venezolanas a partir del 9 de diciembre de 1902, aplicando la Diplomacia de las Cañoneras, a poco más de un mes del asedio de La Victoria. A esta iniciativa se une Italia el 12 de diciembre y, poco después, Francia, Países Bajos, Bélgica, Estados Unidos, España presentan sus reclamos para que sean considerados junto con los de los países agresores.
Durante este conflicto el régimen de Castro decreta una amnistía general y maneja un discurso político de corte nacionalista enfrentado a las potencias extranjeras a la par que los acorazados alemanes e ingleses hunden varios buques de guerra venezolanos y bombardean La Guaira, Puerto Cabello y la isla de San Carlos. Sin flota para enfrentar a los agresores, el presidente Castro se defiende con retumbante proclama: «¡La planta insolente del Extranjero ha profanado el sagrado suelo de la Patria!». Su eco se refleja en la Doctrina Drago, suscrita por el ministro de Relaciones Exteriores argentino de la época, Luis María Drago, mediante la cual argumenta la ilegalidad del cobro violento de las deudas por parte de las potencias más importantes de la tierra en detrimento de la soberanía, estabilidad y dignidad de los Estados débiles.
La mediación del presidente Theodore Roosevelt de los Estados Unidos, obligada por el uso excesivo de la fuerza contraviniendo los postulados de la Doctrina Monroe, logra que el conflicto termine con la firma de los Protocolos de Washington el 13 de febrero de 1903. Las partes en conflicto acuerdan el levantamiento inmediato del bloqueo naval, la reducción de la deuda externa de 352 millones de bolívares a 150,9 millones, y un cronograma de pagos en forma progresiva abonando el 30 % de los ingresos aduaneros del país.

#### Reforma del Código Minero

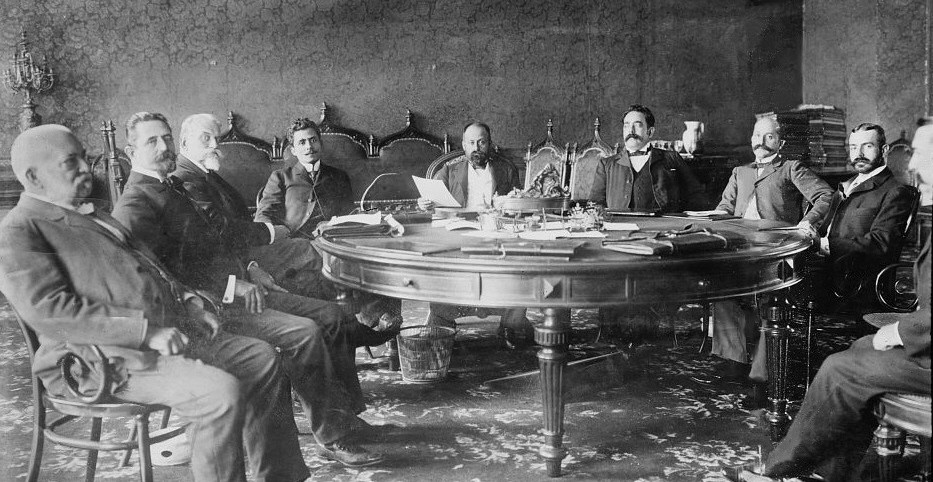
Cipriano Castro y su gabinete ministerial

Una vez superada la crisis del bloqueo europeo, el 19 de abril de 1904 reforma el Código Civil de Venezuela. Castro luego se ocupa del hipotético tema petrolero y comienza por reformar el Código de Minas en 1904 y, particularmente, la Ley de Minas de 1905 y su Reglamento de 1906, con los que se otorgaron nuevas concesiones, dado el poder absoluto del Ejecutivo Nacional, que podía otorgarlas sin mediar la autorización del Congreso Nacional. Esta Ley de 1905 le dio alta discrecionalidad al Poder Ejecutivo en el otorgamiento de las concesiones. Entonces, se firman las siguientes: a José Antonio Bueno en Delta Amacuro (1906); Manuel Revenga en Zulia (1906); a Andrés Jorge Vigas en el Distrito Colón de Zulia por dos millones de hectáreas (1907); a Antonio Aranguren por un millón de hectáreas en los Distritos Bolívar y Maracaibo en Zulia (1907); a Francisco Jiménez Arráiz por medio millón de hectáreas en los Distritos Zamora y Acosta de Falcón y Silva de Zulia (1907); a Bernabé Planas medio millón de hectáreas en el Distrito Buchivacoa de Falcón (1907).

#### Reforma del Código Civil
El 16 de marzo de 1904. El presidente, General Cipriano Castro propone la instauración legal del divorcio. La comisión de la Cámara de Diputados que elabora el proyecto del nuevo Código Civil, aprueba por unanimidad, el informe que establece esta figura jurídica que se enfrenta a las disposiciones de la Iglesia Católica. Entre sus integrantes figura el abogado tachirense, Tomás Garbiras Guzmán exministro de Instrucción Pública.

#### Ruptura de relaciones diplomáticas
La ruptura de relaciones diplomáticas con Colombia en 1901 marca el derrotero de la política internacional del gobierno de Castro que continúa desenvolviéndose entre enfrentamientos y conflictos de diversa índole. En 1903 comienzan los pleitos con las compañías que participaron en la Revolución Libertadora; esto se concreta en un juicio entablado contra la New York & Bermúdez Company, en el cual la nación reclama una indemnización de 50 millones de bolívares, y, en segundo lugar, se inicia la expropiación de la Orinoco Steamship Co. Ambos casos desembocan en la ruptura de relaciones diplomáticas entre Venezuela y Estados Unidos en 1908. 
Pero los enfrentamientos no son solamente con las compañías vinculadas a la Revolución Libertadora, en 1905 es rescindido el contrato de la nación con la Compañía Francesa del Cable Interoceánico. Castro ordena el cierre de las oficinas de la empresa en el país y la expulsión del Encargado de Negocios de Francia, como consecuencia de ello, en 1906 Venezuela y Francia rompen relaciones diplomáticas motivando la expulsión a la colonia británica de Trinidad de la colonia corsa asentada en Paria. Paralelamente, el régimen se enfrenta a las compañías holandesas y ordena la requisa obligatoria de los buques de bandera neerlandesa, todo ello conduce, igualmente, a la ruptura de las relaciones diplomáticas con el Reino de los Países Bajos y al bloqueo naval de los puertos nacionales por naves de guerra holandesas.

#### Enfermedad y golpe de Estado

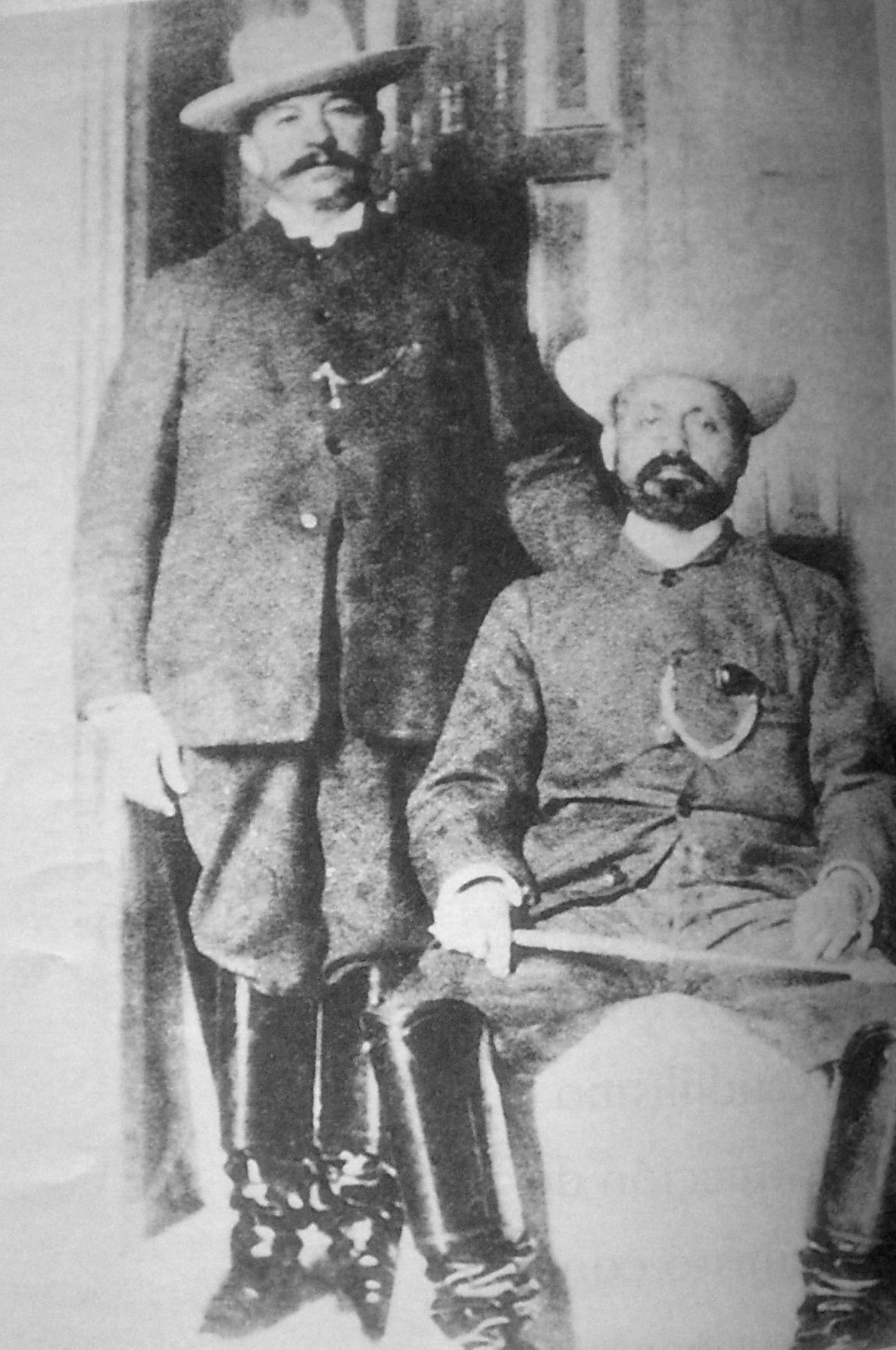
Cipriano Castro y Juan Vicente Gómez.

En 1894 Cipriano Castro padeció de una fístula vésico-colónica, rara enfermedad caracterizada por infecciones del tracto urinario o la salida de gas intestinal a través de la uretra durante la micción (neumaturia) debido a una conexión anormal entre la vejiga y otro órgano o la piel como los intestinos (fístula entero-vesical). Se intentó operarlo pero mientras lo intervenían se produjo una caída tensional con una parada cardiorrespiratoria, por lo cual se desistió de la operación.
En 1906 renuncia brevemente a la presidencia pero es restituido durante la La Aclamación. En febrero de 1907 Castro recibe la noticia de que el general opositor Antonio Paredes ha invadido Venezuela por Pedernales; semidormido por los analgésicos, se dice, mediante un telegrama en clave dio la orden para el fusilamiento del enemigo, cuyo cadáver fue echado al río Orinoco. Fue el único fusilamiento del siglo XX.
Al agravarse su estado de salud por sífilis, el 23 de noviembre de 1908 Juan Vicente Gómez pasa a desempeñar la presidencia en su condición de primer vicepresidente. Al día siguiente Castro se embarca en el buque Guadaloupe rumbo a Europa para curarse. Lo acompaña una comitiva donde destacan su esposa Zoila, la  hermana del mandatario Nieves Castro de Parra, y varios médicos, los doctores Pablo Acosta Ortiz, José Antonio Baldó y Rafael Fonseca.
El viaje de Castro al exterior fue visto como una ocasión propicia para organizar un nuevo movimiento revolucionario por parte de los jefes del liberalismo amarillo y del nacionalismo en el destierro, quienes contaban una vez más con el apoyo de las potencias extranjeras (Estados Unidos de América, Francia y Países Bajos), las cuales habían roto relaciones diplomáticas con Venezuela. La ausencia del país es utilizada por su compadre Juan Vicente Gómez para dar un golpe de Estado el 19 de diciembre de 1908. En Berlín eminentes cirujanos de la clínica Gustav Adolphe Ysrael le practican una nefrectomía, siendo el tratamiento exitoso.

## Exilio y muerte

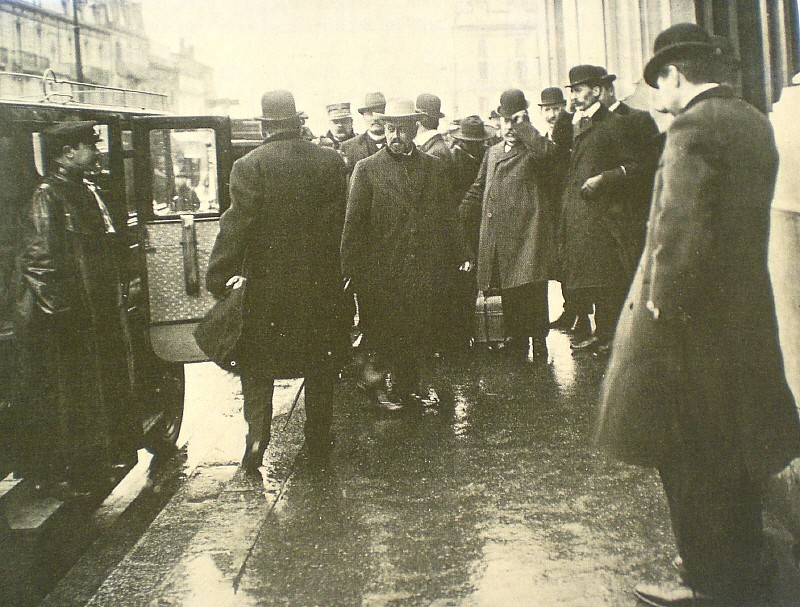
Cipriano Castro en París, 1908.

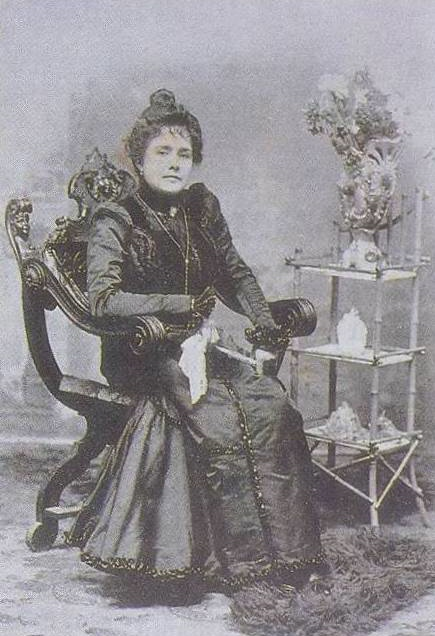
Zoila Rosa Martínez, esposa de Cipriano Castro.

Castro, una vez repuesto de la operación quirúrgica a que fue sometido en Berlín, pretende regresar para recuperar el poder. En 1909 parte para América pero se queda en Martinica donde sufre una dehiscencia en la herida operada y envía a su esposa Zoila, a La Guaira, con instrucciones de «hablar con el general Gómez, atender su casa y otros asuntos particulares», pero este dio órdenes de no permitir su desembarco. Regresaron a Europa, a bordo del vapor Versalles, prácticamente obligados por las autoridades francesas. Castro sufrió el acoso de las potencias resentidas por la política que mantuvo hacia ellas durante los 8 años que estuvo en el poder.[cita requerida] Al carecer de los recursos para efectuar una invasión armada, se marcha a Madrid para luego convalecer de su operación en París y en Santa Cruz de Tenerife. A fines de 1912 pretende pasar una temporada en Estados Unidos, pero es apresado y vejado por las autoridades de inmigración en la isla Ellis y obligado a marcharse en términos perentorios (febrero de 1913).

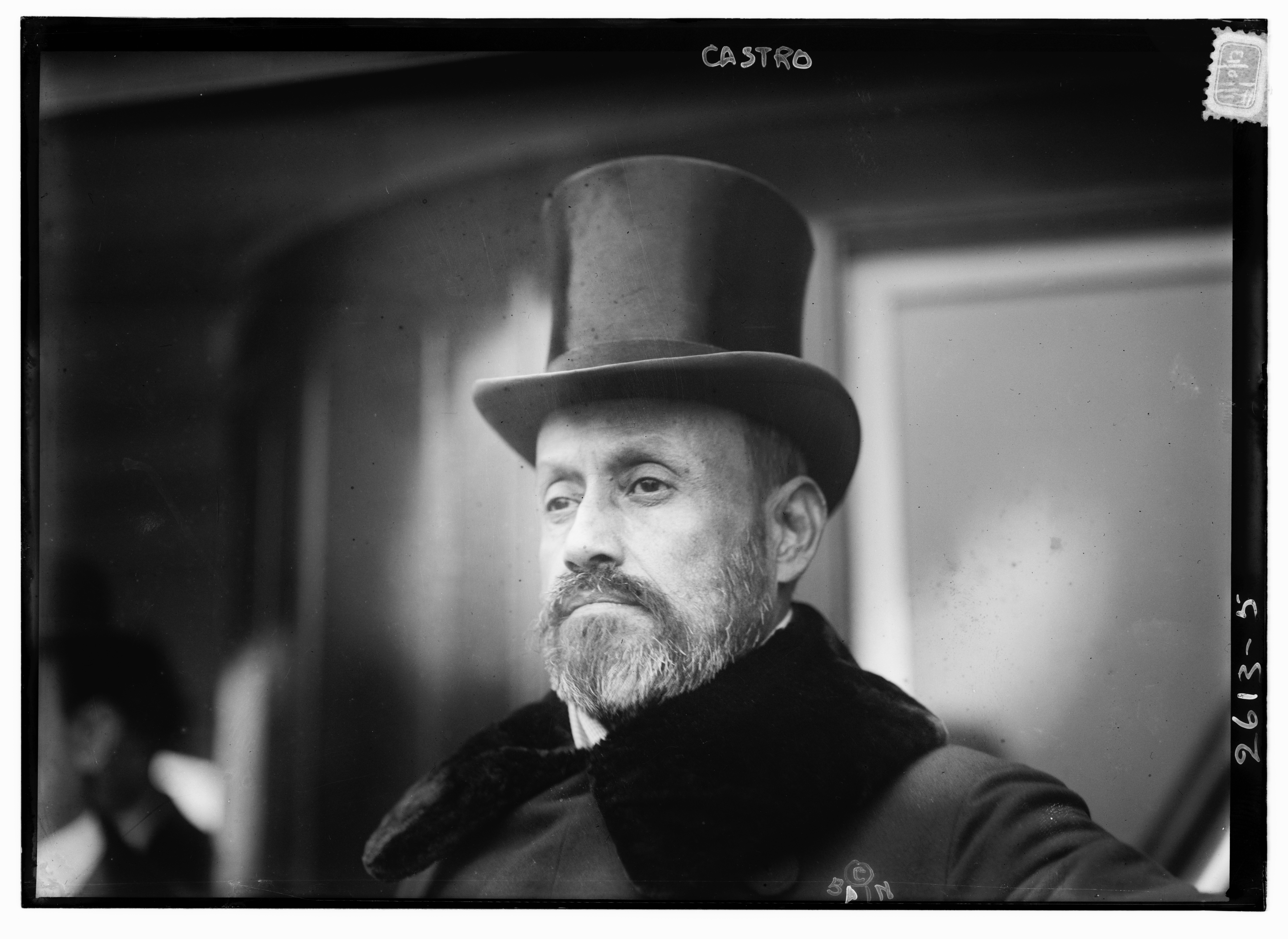
Cipriano Castro en 1913.

Finalmente se establece con su esposa en Santurce, Puerto Rico (1916), bajo una estrecha vigilancia por parte de espías enviados por Juan Vicente Gómez. En 1917, a pesar de sus pésimas relaciones con el gobierno de Estados Unidos, funcionarios de este país, disgustados por la actitud neutral de Gómez ante los sucesos de la Primera Guerra Mundial, establecen contacto con Castro para que encabezara una posible reacción armada en contra del gobierno venezolano, la que no obstante rechaza. Castro pasó el resto de su vida en el exilio en Puerto Rico, haciendo varios planes para regresar al poder, ninguno de los cuales tuvo éxito. 
Su esposa Zoila Martínez de Castro solicita y obtiene permiso para retornar a Venezuela donde pudo vivir tranquilamente sus últimos años, sin ser molestada, inclusive protegidas tanto su integridad personal como sus propiedades luego de la muerte de Gómez en 1935 por los presidentes Eleazar López Contreras, Isaías Medina Angarita, Rómulo Betancourt, Rómulo Gallegos, Carlos Delgado Chalbaud y Germán Suárez Flamerich. Doña Zoila supo desempeñarse con gran decoro y respetabilidad como primera dama de Venezuela.

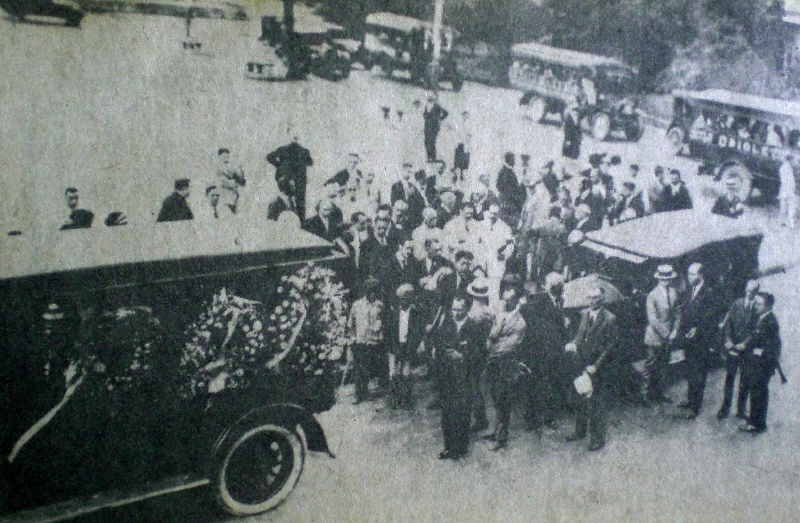
Entierro de Cipriano Castro.

Castro murió el 4 de diciembre de 1924 en Santurce, Puerto Rico. Sus restos reposaron en el cementerio de San Juan de Puerto Rico hasta el 25 de mayo de 1975, cuando fueron repatriados e inhumados en un mausoleo de su pueblo natal.
El 14 de febrero de 2003 fueron trasladados al Panteón Nacional por orden expresa del presidente Hugo Chávez en conmemoración de los cien años del bloqueo naval contra Venezuela.

## En la cultura popular

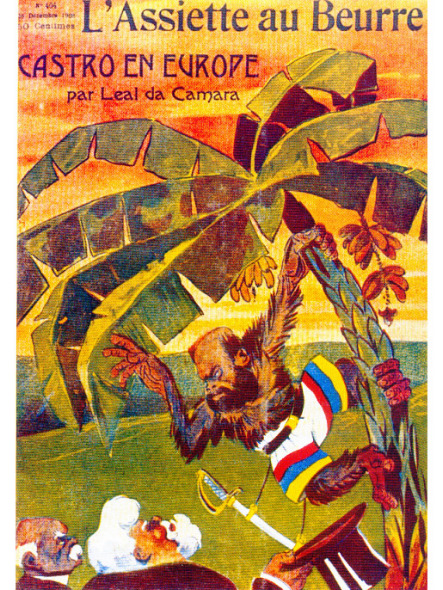
Caricatura de Castro aparecida en Francia en 1903.

Cipriano Castro se convirtió en el blanco de la sátira internacional dados sus polémicas y conflictos con países europeos y los Estados Unidos. Un gran número de viñetas y caricaturas publicadas alrededor del mundo fueron recopiladas por el investigador estadounidense William M. Sullivan y presentadas en el libro Cipriano Castro en la caricatura mundial (1980), bajo el sello de la extinta Fundación para el Rescate del Acervo Documental Venezolano (FUNRES), por iniciativa del historiador y político Ramón José Velásquez. 
A mediados del siglo XX surgió un inusitado interés por su figura, tanto en la revisión histórica, el ensayo y la ficción, uno de los libros más famosos de este periodo es el de Mariano Picón Salas: Los días de Cipriano Castro (1953), el cual le valdría el Premio Nacional de Literatura 1954. 
Castro fue conocido bajo el apodo de «El Cabito», traducción del apodo de le petit caporal con el cual se designaba a Napoleón Bonaparte, personaje que Castro muchas veces pretendió emular. El Cabito (1909) fue el título de una célebre novela de Pedro María Morantes «Pío Gil», que satirizó duramente al régimen de la Restauración Liberal. En 1978 se estrenó una adaptación cinematográfica de este libro, dirigida por Daniel Oropeza. 
El 23 de noviembre de 2012 se estrenó la ópera El Jamás Vencido, con música y libreto Edwin García, en el teatro Luis Gilberto Mendoza de la ciudad de San Cristóbal. En 2017 se presentó la película La planta insolente, basada en la vida de Castro, protagonizada por Roberto Moll y dirigida por Román Chalbaud.
En 2023 el gobierno de Nicolás Maduro renombró el aeropuerto de San Antonio del Táchira con el nombre de Cipriano Castro.